# Tukuche
Tukuche (Nepali टुकुचे, auch Tukche) ist ein Dorf und ein Village Development Committee im Distrikt Mustang im oberen Flusstal des Kali Gandaki.
Der Ort Tukuche liegt auf einer Höhe von 2590 m am westlichen Flussufer des Kali Gandaki, an der Einmündung des Yamkin Khola. Der Ort liegt am Annapurna Circuit an der Straße zum 11 km nordöstlich gelegenen Jomsom.

## Einwohner
Bei der Volkszählung 2011 hatte Tukuche 743 Einwohner (davon 366 Männer) in 206 Haushalten.

## Dörfer und Weiler
Tukuche besteht aus mehreren Dörfern und Weilern:
- Chimanggaun (2780 m ⊙)
- Chokhopani (2590 m ⊙)
- Dhorenjhang (2620 m)
- Dhunche (2785 m)
- Gnelajhang (2580 m)
- Jhodage (2820 m)
- Kali Odar (2660 m)
- Kyupar (2680 m)
- Tukuche (2590 m ⊙)